# Стела Меша
31°29′56″ пн. ш. 35°47′08″ сх. д. / 31.498889° пн. ш. 35.785556° сх. д.

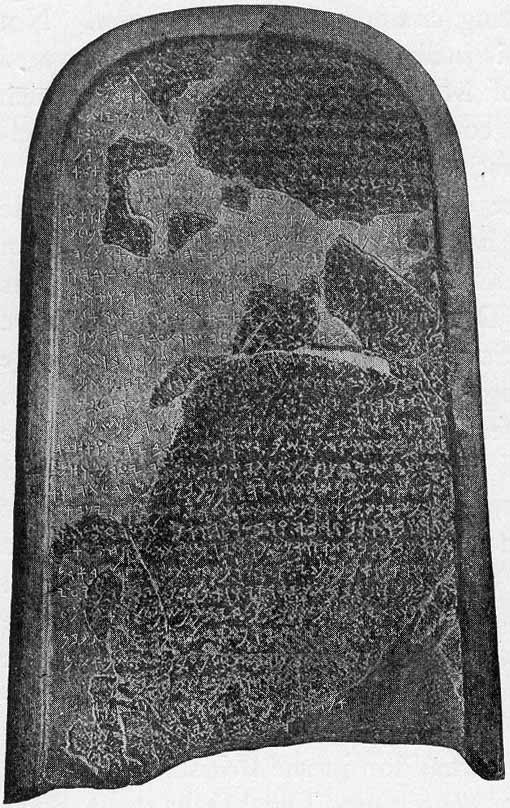
Фото стели бл. 1891

Стела царя Меша (відома у XIX столітті як «Моавітський камінь») є чорним базальтовим артефактом, що містить напис, зроблений у IX столітті до н. е. царем Моаву на ім'я Меша.

## Знахідка
Стелу знайшов ельзаський священик Клайн у серпні 1868 року у Дібані на території сучасної Йорданії. Напис моавітською мовою, імовірно, містив понад 35 рядків, з яких перші 30 чудово збереглись, наступні ж за ними рядки мають лише уривки фраз, а принаймні два останні рядки цілком втрачено.
Розміри стели:
- висота — 124 см
- ширина — 71 см
- верхні кути закруглені, дещо звужена до гори.

Нині зберігається у Луврі. Є найбільш ретельним написом, що розповідає про північне Ізраїльське царство. Стела була зведена царем Меша у пам'ять про його перемоги та повстання проти Ізраїльського царства, що його він здійснив після смерті Ахава.
За рік після відкриття артефакту місцеві араби, які довідались, що стелу заберуть, розбили її на численні фрагменти. На щастя, Шарль Симон Клермон-Ганно до того зробив зі стели паперовий зліпок (пап'є-маше), що згодом дозволило зібрати й відновити значну частину артефакту.
Напис виконано однією з форм фінікійської абетки, однак має свої особливості. Літера Хет, що часто зустрічається у стелі, відрізняється за формою від традиційного написання.